# Literatura marathi
La literatura marathi (marathi: मराठी साहित्य) és el cos de la literatura del marathi, llengua derivada del sànscrit principalment parlada a l'estat indi de Maharashtra i escrita en alfabet Devanagari.

## Inicis de la literatura Marathi (abans de 1800)
Encara que la inscripció coneguda més antiga en marathi, trobada als peus de l'estàtua de Shravanabelgola a Karnataka està datada del 983, es considera generalment que la literatura marathi va començar amb les escriptures religioses dels sants-poetes de les sectes Mahanubhava i Warkari. Els sants Mahanubhava van fer servir la prosa com a principal mitjà, mentre que els sants Warkari van preferir l'ús de la poesia. Els primers sants-poetes van ser Mukundaraj, que va escriure el Vivekasindhu, Dnyaneshwar (1275-1296), que va escriure el Amrutanubhav i el Bhawarthadeepika, el qual és conegut popularment amb el nom de Dnyaneshwari (un llarg anàlisi del Bhagavad Gita de 9.000 apariats), i Namdev. Els va succeir el sant-poeta Warkari Eknath (1528-1599). Mukteswar va traduir al marathi el Mahabharata. Reformistes socials com el sant-poeta Tukaram van transformar el marathi en un llengua literària rica. El Dasbodh i el Manache Shlok de Samarth Ramdas (1608-1681), en són algunes obres destacades d'aquesta tradició.
Al segle xviii, es van escriure algunes obres destacables com el Yatharthadeepika de Vaman Pandit, el Naladamayanti Swayamvara de Raghunath Pandit, el Pandava Pratap, el Harivijay, el Ramvijay de Shridhar Pandit, i el Mahabharata de Moropanta. No obstant això, l'escriptor més versàtil i prolífic entre els sants-poetes, va ser Moropanta (1729-1794), que va escriure el primer poema èpic en marathi, el Mahabharata. La secció històrica de l'antiga literatura marathi va ser única, ja que contenia tant prosa com poesia. La prosa inclou els Bakhars, que van ser escrites després de la creació del regne dels Maratha, duta a terme per Shivaji. La secció de poesia contenia els Povadas i els Katavas compostos pels Shahirs. El període compres entre 1794 i 1818 és considerat el final de la literatura marathi antiga i l'inici de la literatura marathi moderna.

## Època moderna (després de 1800)
El període de finals del segle xix a Maharashtra és el període de modernitat colonial. Igual que els períodes corresponents en els altres idiomes de l'Índia, aquest va ser el període dominat pels intel·lectuals d'educació anglesa. Va ser l'època de la prosa i la raó. Va ser el període del reformisme i d'un gran ferment intel·lectual.
El primer llibre anglès va ser traduït al marathi en 1817. El primer diari en marathi va iniciar-se el 1835. Molts llibres de reformes socials. Baba Padamji (Yamuna Paryatana, 1857), Mahatma Jyotiba Phule, Gopal Hari Deshmukh, Mahadev Govind Ranade i Hari Narayan Apte (1864-1919), van escriure molts llibres de reformes socials. El diari Kesari de Lokmanya Tilak, creat el 1880, va proporcionar una plataforma per compartir punts de vista literaris. En aquests temps, el marathi va ser eficientment secundat pel drama marathi. La primera obra va ser el Sita Swayamvar de V.A. Bhave del 1843. Posteriorment, Kirioskar (1843-1885) i G.B. Deval (1854-1916), van aportar una aroma romàntica i contingut social. L'obra prohibida Kichaka-Vadh (1910) de Krishnaji Prabhakar Khadilkar (1872~1948), va marcar la tendència de la dramatúrgia política. El Drama va florir als anys seixanta i setanta amb alguns dels millors actors indis disponibles per assumir una gran varietat de protagonistes. Actors com Mohan Agashe, Sriram Lagoo, Kashinath Ghanekar i Prabhakar Panshikar interpreten molts personatges immortals escrits pels grans com Vasant Kanetkar, Kusumagraj o Vijay Tendulkar. Aquest moviment dramàtica va ser hàbilment recolzat per les pel·lícules Marathi, les quals no va gaudir d'un èxit continuat. A partir de V. Shantaram i abans d'ell el pioner Dadasaheb Phalke, el cinema marathi va passar a influir en el cinema contemporani hindú. El director Raja Paranjape, el director musical Sudhir Phadke, l'autor G.Madgulkar i l'actor Raja Gosavi es van unir per donar alguns èxits. La llengua marathi va ser influenciada pel drama i el cinema, juntametn amb la literatura contemporània. La poesia marathi moderna va començar amb les composicions de Mahatma Jyotiba Phule. Els poetes posteriors com Keshavsuta, Balakavi, Govindagraj i Madhav Julian van escriure poesia influenciada per la poesia anglesa victoriana i romàntica. Va ser en gran part sentimental i lírica. Prahlad Keshav Atre, el satíric i polític de renom, va escriure una paròdia d'aquesta mena de poesia en la seva col·lecció Jhenduchi Phule.
Sane Guruji (1899-1950) va contribuir a la literatura infantil en marathi. Les seves obres principals són Shyamchi Aai (La mare de Shyam), Astik (Creient) i Gode Shevat (El dolç final). Va traduir moltes obres clàssiques occidentals i les va publicar en un llibre d'històries titulades Gode Goshti (Històries dolces). El Yayati de Vishnu Sakharam Khandekar (1889-1976) va obtenir el premi Jnanpith l'any 1975. També va escriure moltes novel·les, històries curtes, assaigs, etc. Els seus principals treballs són Don Dhruv (Dos pols), Ulka (Meteorit), Krounchavadh, Jalalela Mohar i Amrutvel.
El principal canvi de paradigma en la sensibilitat va començar en els anys quaranta amb la poesia modernista d'avantguarda de B.S. Mardhekar. A mitjans dels cinquanta, el Little magazine movement (en català, Moviment de petita revista) va guanyar empenta. Ha publicat escrits inconformistes, radicals i experimentals. El moviment literari dalit també va guanyar força gràcies al Little magazine movement. Aquest moviment radical estava influenciat per la filosofia del Dr. Babasaheb Ambedkar i va desafiar la creació literària, la qual pertanyia a la classe mitjana, urbana, i la classe alta. El Little magazine movement va llençar a la fama a molts excel·lents escriptors com Bhalchandra Nemade, un conegut novel·lista, crític i poeta, el Dr. Sharad Rane, els poetes Arun Kolatkar, Dilip Chitre, Namdeo Dhasal, Vasant Abaji Dahake i Manohar Oak, els quals componen una poesia complexa, rica i provocativa. Bhau Padhye, Vilas Sarang, Shyam Manohar, Suhas Shirvalkar i Visharm Bedekar són destacats escriptors de ficció.
L'altre canvi principal de paradigma de la sensibilitat en marathi es va iniciar als anys noranta amb la poesia moderna avantguardista dels poetes associats les publicacions Abhidhanantar i Shabadavedh. A finals dels noranta, aquest nou little magazine movement va guanyar impuls amb poetes com Manya Joshi, Hemant Divate, Sachin Ketkar, Mangesh Narayanrao Kale, Saleel Wagh, Mohan Borse, Nitin Kulkarni, Nitin Arun Kulkarni, Varjesh Solanki, Sandeep Deshpande i Vasant Gurjar, que van tractar les noves àrees de la vida postmoderna. Les col·leccions de poesia publicades per Abhidhanantar Prakashan i els números regulars de la revista Abhidhanantar estan conduint a la poesia marathi als estàndards globals.
El marathi és també una de les poques llengües de l'Índia (possiblement l'única), en la qual hi ha un corrent de literatura de ciència-ficció. El Dr. Jayant Narlikar, el Dr. Bal Phondke, Subodh Javadekar i Laxman Londhe, són alguns dels autors de ciència-ficció més coneguts.
Molts escriptors com Dnyaneshwar Mulay han afegit noves dimensions i han enriquit el marathi amb el seu talent literari. El seu llibre autobiogràfic Maati Pankh Aani Aakaash és considerada entre les deu millors autobiografies en marathi dels últims cent anys, per una enquesta duta a terme per Antarnaad, una respectada revista literària marathi. La seva obra Russia Navya Dishanche Amantran és un llibre molt agradable, que captura la Rússia posterior al 1992. És popular donat que l'única obra d'aquesta mena. La seva recent col·lecció de poesia titulada Swatahteel Awakash', va guanyar el premi literari estatal del govern de Maharashtra. Dnyaneshwar Mulay és molt popular entre els joves lectors i escriu regularment columnes en diaris marathi com el Lokmat i el Loksatta, i al Sadhana, publicat setmanalment a Poona.

## Premi Dnyananpith
Tres escriptors en marathi han estat honorats amb el premi Jnanpith:
- Vishnu Sakharam Khandekar
- Kusumagraj
- Vinda Karandikar

## Premi de l'acadèmia Sahitya en marathi
Anualment, l'acadèmia Sahitya atorga un premi als escriptors en marathi per la seva destacada contribució a la literatura marathi.
Guanyadors del premi juntament amb les seves obres:
- 1955 - Tarkateertha Laxman Shastri Joshi - 'Vaidik Sanskruticha Vikas'
- 1956 - B. S. Mardhekar - 'Saundarya ani Sahitya'
- 1957 - (vacant)
- 1958 - Chintamanrao Kolhatkar - 'Bahurupee'
- 1959 - G.T.Deshpande - 'Bharatiya Sahityashastra'
- 1960 - Vishnu Sakharam Khandekar - 'Yayati'
- 1961 - D.N.Gokhale - 'Dr.Ketkar'
- 1962 - P.Y.Deshpande - 'Anamikachi Chintanika'
- 1963 - S. N. Pendse - 'Rathachakra'
- 1964 - Ranjit Desai - 'Swami'
- 1965 - P.L.Deshpande - 'Vyakti ani Valli'
- 1966 - T S Shejwalkar - 'Shri Shiv Chhatrapati'
- 1967 - N.G.Kelkar - 'Bhasha : Itihas ani Bhoogol'
- 1968 - Irawati Karve - 'Yugant'
- 1969 - S.N.Banhatti - 'Natyacharya Deval'
- 1970 - N.R.Phatak - 'Adarsh Bharat Sevak'
- 1971 - Durga Bhagwat - 'Pais'
- 1972 - Godavari Parulekar - 'Jevha Manus Jaga Hoto'
- 1973 - G. A. Kulkarni - 'Kajalmaya'
- 1974 - Vishnu Vaman Shirwadkar - 'Natasamrat'
- 1975 - R.B.Patankar - 'Soundarya Mimansa'
- 1976 - G. N. Dandekar - 'Smarangatha'
- 1977 - Atmaram Raoji Deshpande - 'Dashapadi'
- 1978 - Chintaman Tryambak Khanolkar - 'Nakshatranche Dene'
- 1979 - Sharadchandra Muktibodh - 'Srushti, Saundarya ani Sahityamulya'
- 1980 - Mangesh Padgaonkar - 'Salaam'
- 1981 - Laxman Mane - 'Upara'
- 1982 - Prabhakar Padhye - 'Saundaryanubhav'
- 1983 - Vyankatesh Madgulkar - 'Sattantar'
- 1984 - Indira Sant - 'Garbhareshmi'
- 1985 - Vishram Bedekar - 'Ek Zad ani Don Pakshi'
- 1986 - N.G.Deshpande - 'khoon Gathi'
- 1987 - R.C.Dhere - 'Shri Vitthal : Ek Mahasamanvay'
- 1988 - Laxman Gaikwad - 'Uchalya'
- 1989 - Prabhakar Urdhwareshe - 'Haravlele Diwas'
- 1990 - Anand Yadav - 'Zombi'
- 1991 - Bhalchandra Nemade - 'Teeka Svayanwar'
- 1992 - Vishwas Patil - 'Zada Zadati'
- 1993 - Vijaya Rajadhyaksha - 'Mardhekaranchi Kavita'
- 1994 - Dilip Chitre - 'Ekun Kavita - 1'
- 1995 - Namdeo Kamble - 'Raghava vel'
- 1996 - Gangadhar Gadgil - 'Eka Mungiche Mahabharat'
- 1997 - M.V.Dhond - 'Dnyaneshwaritil Laukik Srushti'
- 1998 - Sadanand More - 'Tukaram Darshan'
- 1999 - Ranganath Pathare - 'Tamrapat'
- 2000 - N.D.Mahanor - 'Panzad'
- 2001 - Rajan Gavas - 'Tanakat'
- 2002 - Mahesh Elkunchwar - 'Yugant'
- 2003 - T.V.Sardeshmukh - 'Dangora Eka Nagaricha'
- 2004 - Sadanand Deshmukh - 'Baromas'
- 2005 - Arun Kolatkar - 'Bhijaki Vahi'
- 2007 - Asha Bage - 'Bhoomi'
- 2008 - Shyam Manohar - 'Utsuktene Mee zopalo'